# Barracuda's
De barracuda's (Sphyraenidae) behoren tot de familie van baarsachtige vissen. Het enige geslacht van deze familie is Sphyraena Klein, 1778.

## Kenmerken
Deze vraatzuchtige rovers beschikken over vervaarlijke tanden in de kaken, een slank, fijngeschubd, torpedovormig lichaam en een stevige, gelobde staart gebouwd op voortstuwing. De vis kan ongeveer 165 centimeter lang worden.

## Verspreiding en leefgebied

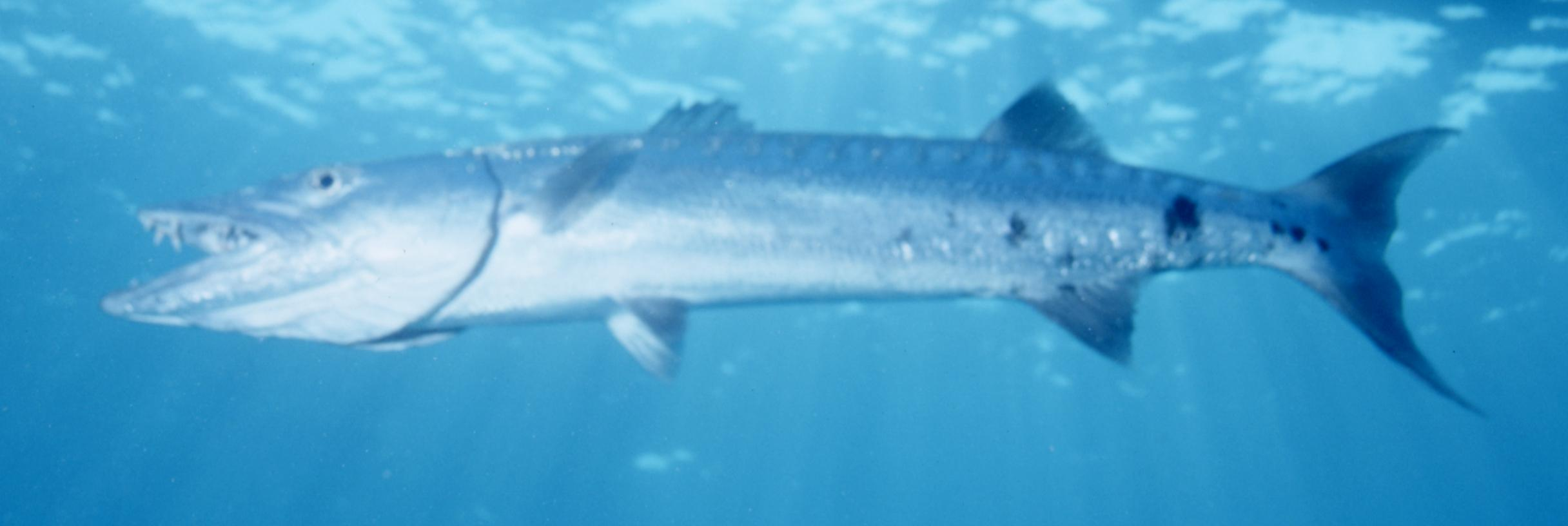
Solitaire grote barracuda (Sphyraena barracuda) uit de Bahama's in het Caraïbische gebied

In het Indo-Pacifisch gebied komt men ze meestal met honderden tegelijk tegen. Deze scholen komen vooral voor langs de zeezijde van de wanden van het koraalrif. De zeesnoek (Sphyraena sphyraena) komt ook in de Middellandse Zee voor. Op het Caraïbisch rif echter leven ze vaak solitair.

## Gevaar voor de mens
In sommige delen van de wereld worden ze meer gevreesd dan haaien, maar meestal zijn dergelijke verhalen sterk overdreven. Er zijn slechts weinig betrouwbare getuigenissen van ongevallen, al dan niet met dodelijke afloop, ten gevolge van een aanval van barracuda's.